# Reparto maternità
Reparto maternità è una trasmissione televisiva prodotta e trasmessa da Fox Life dagli ospedali Maggiore di Bologna e San Camillo di Roma. I temi trattati sono le emozioni che le donne vivono con i loro accompagnatori durante e dopo la gravidanza, il travaglio e il parto. Il programma è trasmesso anche su Discovery Real Time

## Spin-off
Lo spin-off si chiama reparto maternità Bologna.

## Autori del Programma
Serena Brugnolo, Claudio Canepari, Cristina De Ritis, Lisa Iotti, Luca Mayenza, Daniela Mustica, Luciana Pandolfelli, Antonella Vincenzi